# حسين بهرامي خشاب
حسين بهرامي خشاب (16 مايو 1995 بالأهواز في إيران - ) هو لاعب كرة قدم إيراني في مركز الوسط. لعب مع نادي استقلال أهواز.

## وصلات خارجية
- حسين بهرامي خشاب على موقع قاعدة بيانات كرة القدم.إي يو (الإنجليزية)
- حسين بهرامي خشاب على موقع Soccerway.com (الإنجليزية)